# Нома (Флорида)
Нома (англ. Noma) — муниципалитет, расположенный в округе Холмс (штат Флорида, США) с населением в 213 человек по статистическим данным переписи 2000 года.

## География
По данным Бюро переписи населения США муниципалитет Нома имеет общую площадь в 2,85 квадратных километров, водных ресурсов в черте населённого пункта не имеется.
Муниципалитет Нома расположен на высоте 55 м над уровнем моря.

## Демография
По данным переписи населения 2000 года в Номe проживало 213 человек, 54 семьи, насчитывалось 91 домашнее хозяйство и 104 жилых дома. Средняя плотность населения составляла около 74,74 человек на один квадратный километр. Расовый состав населённого пункта распределился следующим образом: 77,93 % белых, 19,25 % — чёрных или афроамериканцев, 0,94 % — выходцев с тихоокеанских островов, 1,41 % — представителей смешанных рас, 0,47 % — других народностей. Испаноговорящие составили 1,41 % от всех жителей.
Из 91 домашних хозяйств в 28,6 % воспитывали детей в возрасте до 18 лет, 38,5 % представляли собой совместно проживающие супружеские пары, в 14,3 % семей женщины проживали без мужей, 39,6 % не имели семей. 36,3 % от общего числа семей на момент переписи жили самостоятельно, при этом 20,9 % составили одинокие пожилые люди в возрасте 65 лет и старше. Средний размер домашнего хозяйства составил 2,34 человек, а средний размер семьи — 3,07 человек.
Население муниципалитета по возрастному диапазону по данным переписи 2000 года распределилось следующим образом: 23,5 % — жители младше 18 лет, 8,0 % — между 18 и 24 годами, 31,0 % — от 25 до 44 лет, 22,1 % — от 45 до 64 лет и 15,5 % — в возрасте 65 лет и старше. Средний возраст жителей составил 39 лет. На каждые 100 женщин в Номe приходилось 95,4 мужчин, при этом на каждые сто женщин 18 лет и старше приходилось 83,1 мужчин также старше 18 лет.
Средний доход на одно домашнее хозяйство составил 26 250 долларов США, а средний доход на одну семью — 40 625 долларов. При этом мужчины имели средний доход в 20 000 долларов США в год против 21 250 долларов среднегодового дохода у женщин. Доход на душу населения составил 26 250 долларов в год. 14,3 % от всего числа семей в населённом пункте и 18,3 % от всей численности населения находилось на момент переписи населения за чертой бедности, при этом 17,5 % из них были моложе 18 лет и 33,3 % — в возрасте 65 лет и старше.